# Saint-Georges-Buttavent
Saint-Georges-Buttavent è un comune francese di 1 436 abitanti situato nel dipartimento della Mayenne nella regione dei Paesi della Loira.

## Società

### Evoluzione demografica
Abitanti censiti